# Niphona chinensis
Niphona chinensis là một loài bọ cánh cứng trong họ Cerambycidae.